# Florian Hölscher
Florian Hölscher (* 6. August 1970 in Würzburg) ist ein deutscher Pianist.

## Leben
Aufgewachsen in einer Wissenschaftlerfamilie, studierte Florian Hölscher u. a. bei Robert Levin (Freiburg), Michel Béroff (Freiburg) und bei Pierre-Laurent Aimard (Köln). Er konzertiert seit seiner Jugend solistisch und als Kammermusiker und trat bei den meisten großen Festivals und in vielen Konzerthäusern v. a. in Europa auf.
Hölschers besonders Engagement gilt seit Ende der 1990er Jahre zeitgenössischer Musik. Er arbeitete eng mit Komponistinnen und Komponisten wie Marco Stroppa, Alberto Posadas, Isabel Mundry und Jonathan Harvey zusammen und brachte zahlreiche Solo- und Kammermusikwerke zur Uraufführung. 2002 war er Gründungsmitglied des Kammerensembles ascolta, mit dem er seitdem etwa 250 neue Werke initiierte und uraufführte.
Eine Reihe teils international ausgezeichneter Aufnahmen dokumentieren die Arbeit des Pianisten.
Florian Hölscher war von 2008 bis 2019 Professor an der Hochschule Luzern – Musik, an der er auch verschiedene Leitungspositionen bekleidete. 2018 wurde er auf eine Professur an der Hochschule für Musik und Darstellende Kunst in Frankfurt am Main berufen.
Florian Hölscher lebt mit seiner Frau, der Akkordeonistin Anne-Maria Hölscher, und zwei Kindern in Stuttgart.

## Diskographie (Auswahl)
- Marco Stroppa: miniature estrose für Klavier (stradivarius)
- Jonathan Harvey: Sämtliche Werke für Klavier und für Flöte und Klavier (mit Pirmin Grehl, NEOS)
- Salvatore Sciarrino: Klavierwerke (NEOS)
- Alberto Posadas: Erinnerungsspuren. Zyklus für Klavier (Wergo)[2]

Quelle: